# Стари град (Хвар)
Вижте пояснителната страница за други значения на Стари град.
Стари Град (на хърватски: Stari Grad; на италиански: Cittavecchia di Lesina) е малко градче в южната страна на остров Хвар в Далмация Хърватия.

## Население
- Стари Град (Stari Grad) – 1906
- Връбан (Vrbanj) – 489
- Дол (Dol) – 348
- Рудина (Rudina) – 54
- Селца (Selca) – 20

## Градове побратими/приятели/сътрудници
Стари град е побратимен град или има сътрудничество с:
- Летовице, Чехия, град партньор
- Велике опатовице, Чехия
- Сентендре (Szentendre), Унгария
- Самобор, Хърватия